# ボクサー (スポーツ)
ボクサー（boxer）とは、ボクシングの選手のこと。ボクシング選手の中でも特定のスタイルで戦う選手を指すこともある。

## ボクサーのタイプ
ボクサーには大別して2つのタイプがあり、近距離におけるインファイトを好む選手を「ファイター」、相手から距離をおいて戦うことを好む選手を「ボクサー」と呼ぶ。さらに3つ目のタイプとして両方の戦術が出来る選手、あるいはどちらとも判然としない選手を「ボクサーファイター」と呼ぶ。

### ファイターとして知られる選手
マイク・タイソン
史上最年少でヘビー級チャンピオンとなった。KO勝利率88%を誇るファイター。
ジョー・フレージャー
「スモーキン・ジョー」と機関車にたとえられる突進力を持ったファイター。

### ボクサーとして知られる選手
モハメド・アリ
フットワークとスピードあるパンチで「蝶のように舞い、蜂のように刺す」と言われた。